# Tattersalls Park
Tattersalls Park (Elwick Racecourse) – tor wyścigów konnych i wyścigów chartów znajdujący się w Hobart na Tasmanii (Australia), otwarty w 1874. Najbardziej prestiżowe zawody rozgrywana na tym torze to Hobart Cup. Do początku 1980 na jego terenie znajdowało się kino samochodowe. W 2004 rząd Tasmanii podjął decyzję o przebudowie toru kosztem 20 mln $AU.